# Chor Yeok Eng
Chor Yeok Eng (chinês simplificado: 曹煜英, pinyin: Cáo Yù Yīng; 29 de janeiro de 1930 — 21 de julho de 2016) foi um proeminente da primeira geração do político do Partido de Ação Popular (PAP) em Singapura. 
Chor exerceu dois mandatos no Parlamento. Ele foi eleito pela primeira vez em 1959 como membro da Assembléia Legislativa de Singapura para o círculo eleitoral de Jurong mas foi derrotado em 1963. 